# Zamach w Kirjat Szemonie
Zamach w Kirjat Szemonie – zamach terrorystyczny przeprowadzony w dniu 11 kwietnia 1974 roku przez trzech członków Ludowego Frontu Wyzwolenia Palestyny – Dowództwa Generalnego, w mieście Kirjat Szemona na północy Izraela.
Palestyńscy terroryści weszli do Izraela z terytorium Libanu. Po dotarciu do miasta Kirjat Szemona zajęli gimnazjum im. Janusza Korczaka. Było ono jednak puste z powodu przerwy w nauce szkolnej na czas żydowskiego święta Pesach. Zaatakowali wówczas sąsiedni budynek mieszkalny, zabijając wiele osób. Po przybyciu na miejsce sił wojskowych, terroryści popełnili samobójstwo wysadzając się. Ogółem zginęło 21 osób, a 15 zostało rannych. Zamach przeszedł do historii jako masakra w Kirjat Szemonie.

## Okoliczności zamachu
Miasto Kirjat Szemona położone jest w północno-wschodnim krańcu Górnej Galilei, na północy Izraela. Leży ono na skraju Doliny Hula, u podnóża Gór Naftali. W odległości 1,5 km na zachód i 2,5 km na północny wschód od miasta przebiega granica z Libanem.
W październiku 1973 roku doszło do wojny Jom Kipur, podczas której Siły Obronne Izraela odparły zaskakujący atak arabskich armii. Pomimo zwycięstwa Izraelczycy wyszli z tej wojny z przeświadczeniem o wielkiej przegranej. Wojna wywołała szok w społeczeństwie izraelskim – kraj okazał się nieprzygotowany na niespodziewany atak i niezdolny do szybkiego go odparcia. Jednak najważniejszą konsekwencją wojny było rozpoczęcie procesu pokojowego w konflikcie izraelsko-egipskim. W dniu 21 grudnia 1973 roku rozpoczęła się konferencja pokojowa w Genewie. W obradach uczestniczyli przedstawiciele Izraela, Egiptu, Jordanii, Związku Radzieckiego, Stanów Zjednoczonych i ONZ. Egipt odciął się od arabskiego nacjonalizmu starając się osiągnąć porozumienie w sprawie odzyskania Półwyspu Synaj. Po raz pierwszy na tak ważnej konferencji omawiano problem palestyński. Delegacja Egiptu reprezentowała interesy Organizacji Wyzwolenia Palestyny (OWP), na co nalegała Syria, Jordania i Związek Radziecki. Izrael i Stany Zjednoczone sprzeciwiły się formalnemu uznaniu obecności Organizacji Wyzwolenia Palestyny na konferencji, ponieważ OWP nie uznawała prawa do istnienia państwa Izrael. Z tego powodu Syria nie wysłała swojej delegacji na konferencję, która zakończyła się bez osiągnięcia jakiegokolwiek porozumienia. Wszystkie te wydarzenia bardzo mocno wpływały na sytuację wewnętrzną w Libanie, w którym napływ palestyńskich uchodźców po 1948 roku doprowadził do poważnych zmian demograficznych. Gdy w latach 1970–1971 władze jordańskie usunęły ze swojego terytorium palestyńskie ugrupowania zbrojne, schroniły się one w Libanie. Ludowy Front Wyzwolenia Palestyny był jednym z najbardziej radykalnych ugrupowań palestyńskich, które w celu zwrócenia uwagi świata na problem palestyński stosowało metody terrorystyczne. Ludowy Front Wyzwolenia Palestyny – Główne Dowództwo podjęło na wiosnę 1974 roku decyzję o przeprowadzeniu zamachu terrorystycznego na terytorium Izraela. Jako cel wybrano przygraniczne miasto Kirjat Szemona. Bliska odległość od terytorium Libanu umożliwiała przeprowadzenie szybkiego rajdu, zadanie możliwie największej liczby ofiar i jeśli będzie taka możliwość, szybkie wycofanie się.

## Przebieg zamachu

### Infiltracja granicy
Wczesnym rankiem 11 kwietnia 1974 roku trzech terrorystów Ludowego Frontu Wyzwolenia Palestyny przeniknęło z południowego Libanu na terytorium Izraela. Wykorzystali oni przy tym ochronę porannej mgły i deszczu. Przeszli obok moszawu Margalijjot i korytem strumienia Margalijjot zeszli w dół z masywu Gór Naftali do Doliny Hula. Około godz. 07.30 rano dotarli do granicy miasta Kirjat Szemona. Tymczasem żołnierze izraelskiej straży granicznej około godz. 06.40 odkryli ślady infiltracji granicy. Idąc po śladach dotarli w pobliże miasta Kirjat Szemona, dochodząc do wniosku, że doszło do ataku terrorystów.

### Atak na Kirjat Szemona
Terroryści wkroczyli do północno-zachodniej części miasta, gdzie tuż przy granicy miejskiej znajduje się gimnazjum imienia Janusza Korczaka. Po wejściu do budynku, stwierdzili oni, że szkoła jest pusta. W Izraelu było żydowskie święto Pesach, i z tego powodu uczniowie mieli przerwę od nauki szkolnej. Terroryści przeszli więc ulicę Jehuda Ha-Levi i weszli do czteropiętrowego budynku mieszkalnego pod numerem 13. Włamali się do kilku mieszkań, zabijając ich mieszkańców. Następnie weszli do sąsiedniego budynku nr 15 i podobnie postępując, zaczęli przeszukiwać mieszkania strzelając do napotkanych osób. Niektórzy z mieszkańców usiłowali ratować siebie i swoje dzieci, skacząc z balkonów i uciekając. Część z nich odniosła przy tym złamania i rany.
Zaalarmowani wystrzałami policjanci przybyli w rejon ataku, zostali jednak zatrzymani przez ogień terrorystów. Policjanci bardzo szybko otrzymali wsparcie ze strony oddziału straży granicznej. Na miejscu panowało jednak zamieszanie, i żołnierze uważali, że terroryści ukrywają się w szkole. Pod osłoną granatów dymnych podjęli oni próbę zaatakowania szkoły, zostali jednak ostrzelani przez zamachowców z sąsiedniego budynku mieszkalnego. Wycofali się więc, i wdali w wymianę ognia.
Około godz. 08.15 na miejsce ataku dotarła rezerwowa jednostka piechoty Sił Obronnych Izraela. Podjęto wówczas negocjacje z terrorystami, którzy zabarykadowali się na najwyższym piętrze budynku. Odmówili oni poddania się i po krótkiej wymianie strzałów wysadzili się popełniając samobójstwo. Materiały wybuchowe mieli ukryte w plecaku. Zginęli wszyscy trzej terroryści. Oprócz nich zginęło 18 osób (16 cywili i 2 żołnierzy), a 15 zostało rannych.
Lista zabitych:
| - Fannie Szitrit, 30. lat; i jej dzieci: - Jocheved Szitrit, 11. lat - Aaron Szitrit, 8. lat - Moti Szitrit, 5. lat - Estera Cohen, 47. lat; i jej dzieci: - Dawid Cohen, 18. lat - Szula Cohen, 14. lat | - Dr Mary Guetta, 27. lat - Jakub Guetta, 26. lat - Szymon Biton, 31. lat, i jego dzieci: - Avi Biton, 6. lat - Anat Biton, 2,5. roku - Mancha Stern, 47. lat, i jej córka: - Rachel Stern, 8. lat | - Szaul Ben-Elijahu, 64. lat - Estera, 60. lat - Mordechaj, 20. lat – żołnierz z Ramat ha-Szaron - Soheil Ablk, 20. lat – żołnierz z Ma’alot-Tarszicha |

## Konsekwencja zamachu
Zamach w Kirjat Szemonie była zaskoczeniem dla izraelskich sił bezpieczeństwa, które po raz pierwszy spotkały się z nową taktyką przeprowadzania zamachów terrorystycznych. Palestyńczycy nie dążyli teraz do brania zakładników, tylko pragnęli zadać jak największą liczbą ofiar. Miesiąc później doszło do masakry w Ma’alot. W konsekwencji tych ataków, Siły Powietrzne Izraela zbombardowały obozy i bazy szkoleniowe Ludowego Frontu Wyzwolenia Palestyny oraz Demokratycznego Frontu Wyzwolenia Palestyny na terytorium południowego Libanu. Według raportu BBC w bombardowaniach zginęło co najmniej 27 osób, a 138 było rannych.
W maju 1974 roku powołano specjalną komisję śledczą, której zadaniem było zbadanie okoliczności i przyczyn masakr. Raport komisji wskazał liczne błędy popełnione przez izraelskich polityków oraz siły bezpieczeństwa. Ocena przebiegu zamachów pokazała, że palestyńscy terroryści stosują metody terroryzmu samobójczego, nie planując odwrotu. Celem działań terrorystycznych było więc zadanie jak największych strat. Dotychczasowe metody działania sił specjalnych okazały się w tym przypadku nieskuteczne, ponieważ były dostosowane do taktyki działań na terytorium wroga. Nowa sytuacja wymagała rewizji taktyki stosowanej w walce z terroryzmem i opracowania nowych metod szkolenia komandosów. W wyniku tych działań powstała jednostka policji Jamam, specjalizująca się w odbijaniu zakładników.